# Onice (sous-marin)
Le Onice (en français : Onyx) est un sous-marin de la classe Perla (sous-classe de la Serie 600, en service dans la Marine royale lancé au milieu des années 1930 et ayant servi pendant la Seconde Guerre mondiale.

## Caractéristiques
Les sous-marins de la classe Perla sont des sous-marins de petite croisière dérivés de la série Sirena, pour lesquels ils subissent une légère augmentation du déplacement et de la distance parcourue grâce aux améliorations et à l'installation de nouveaux équipements de climatisation ; des équipements plus modernes sont également installés à bord, notamment un radiogoniomètre pouvant être contrôlé depuis l’intérieur du navire. Entre les sous-marins construits à Monfalcone et ceux construites à La Spezia, il y a des différences extérieures, surtout à l'extrémité du massif.
Leur déplacement à pleine charge prévu était de 695 tonnes en surface et de 855 tonnes en immersion, mais variait quelque peu selon le sous-marin et le constructeur. Les sous-marins avaient une longueur de 60,20 m, une largeur de 6,4 m et un tirant d'eau de 4,6 m à 4,70 m.
Pour la navigation en surface, les sous-marins étaient propulsés par deux moteurs diesel Fiat, chacun entraînant un arbre porte-hélice d'une puissance totale de 675-750 ch (503-559 kW). En immersion, chaque hélice était entraînée par un moteur électrique CRDA de 400 ch (298 kW). Ces moteurs électriques étaient alimentés par une batterie d'accumulateurs au plomb composée de 104 éléments. Ils pouvaient atteindre 14 noeuds (26 km/h) en surface et 7,5 noeuds (13,9 km/h) sous l'eau. En surface, la classe Perla avait une autonomie de 5 200 milles nautiques (9 600 km) à 8 noeuds (15 km/h), en immersion, elle avait une autonomie de 74 milles nautiques (137 km) à 4 noeuds (7,4 km/h).
Les sous-marins étaient armés de six tubes lance-torpilles internes de 53,3 cm (21,0 in), quatre à l'avant et deux à l'arrière. Une torpille de rechargement était transportée pour chaque tube, pour un total de douze. Ils étaient également armés d'un canon de pont de canon OTO de 100 mm (4 pouces) pour le combat en surface. L'armement antiaérien léger consistait en une ou deux paires de mitrailleuses Breda Model 1931 de 13,2 mm (0,52 in).

## Construction et mise en service
Le Onice est construit par Odero-Terni-Orlando  (OTO) sur le chantier naval Cantiere navale del Muggiano de La Spezia en Italie, et mis sur cale le 27 août 1935. Il est lancé le 15 juin 1936 et est achevé et mis en service le 1er septembre 1936. Il est commissionné le même jour dans la Marine royale.

## Historique
Le Onice participe clandestinement à la guerre d'Espagne. De fin septembre 1937 à février 1938, il sert, avec les initiales L. 4 et le nom Aguilar Tablada, dans la Légion espagnole. Parmi les quatre sous-marins italiens affectés à cette force, il est le premier à prendre la mer (sous le commandement du lieutenant de vaisseau (tenente di vascello) Mario Ricci).
Pendant la première période de la Seconde Guerre mondiale, il opère dans le canal de Sicile en effectuant quelques missions, sans obtenir de résultat.
Le 28 septembre 1940, il est impliqué dans une collision accidentelle avec l'aviso Diana dans le port de Messine, nécessitant des réparations qui sont alors effectuées au chantier naval de Quarnaro.
Le 8 mars 1941 (sous le commandement du capitaine de corvette Gustavo Lovatelli), il lance deux torpilles contre un croiseur naviguant en formation dans le canal de Kassos, mais les torpilles échouent..
Le 21 mai, il repère trois destroyers au sud de Kassos et les attaque avec autant de torpilles, mais elles échouent toutes..
Le 28 septembre, il est stationné à la base libyenne de Benghazi..
Le 10 octobre 1941, il y a un affrontement, avec des torpilles et des tirs d'artillerie, avec un sous-marin britannique; cette escarmouche se termine sans vainqueur ni vaincu..
Le 14 octobre, il est redéployé à Messine, pour être employé dans le canal de Sicile.
Le 16 mars 1942, alors qu'il est en mission de reconnaissance sous le commandement du capitaine de corvette Bruno Zelik, il est touché par une torpille lancée par un sous-marin ennemi. Après avoir esquivé la torpille, il contre-attaque en lançant à son tour quelques torpilles et en ouvrant le feu avec son canon de pont, obligeant l'unité ennemie à battre en retraite.
Le 28 avril, c'est au contraire le Onice qui attaque un sous-marin ennemi : l'unité ennemie évite les torpilles.
Vers la mi-juin, il est envoyé - avec quatre autres sous-marins, dont son navire-jumeau (sister ship) Corallo - en embuscade entre Malte, Pantelleria et Lampedusa en opposition au convoi britannique de l'opération Harpoon, pendant la bataille de la mi-juin ; cependant, le sous-marin ne repère aucun navire ennemi.
En tout, de juin 1940 à septembre 1943, il effectué 36 missions, couvrant 22 693 milles nautiques (42 027 km) en surface et 5 206 milles nautiques (9 641 km) sous l'eau.
Après le débarquement allié en Sicile (Opération Husky), il est transféré à Tarente. Début septembre 1943, dans le cadre du "Plan Zeta" pour contrer l'imminent débarquement anglo-américain à Salerne (Opération Avalanche), il est déployé dans les eaux de la Calabre ionienne,.
Mais le 8 septembre à 18h30, il est informé de l'armistice et se dirige donc  vers Malte en rejoignant les cinq autres sous-marins de la mer Ionienne, atteignant sa destination le 17 septembre. Le 6 octobre 1943, il quitte l'île avec diverses autres unités (6 sous-marins, deux torpilleurs, un destroyer et deux unités auxiliaires) pour retourner en Italie. Le lendemain, il arrive à Naples, où il est employé à produire de l'électricité pour les installations portuaires.
En 1944, il est envoyé dans l'Atlantique (en remplacement du sous-marin Luigi Settembrini, coulé à la suite d'une collision), où il participe à des exercices anti-sous-marins pour le compte des Alliés, basé à New London, effectuant 128 missions d'entraînement,.
Le 1er février 1948, le Onice est radié puis envoyé à la casse.